# Dubnice
Dubnice (en allemand : Hennersdorf) est une commune du district de Česká Lípa, dans la région de Liberec, en République tchèque. Sa population s'élevait à 650 habitants en 2021.

## Géographie
Dubnice se trouve à 20 km à l'est-nord-est de Česká Lípa, à 18 km à l'ouest-sud-ouest de Liberec et à 78 km au nord-nord-est de Prague.
La commune est limitée par Janovice v Podještědí au nord, par Křižany par Hamr na Jezeře à l'est, par Stráž pod Ralskem au sud, et par Jablonné v Podještědí à l'ouest.

## Histoire
La première mention écrite de la localité date de 1352.

## Transports
Par la route, Dubnice se trouve à 3 km de Stráž pod Ralskem, à 8 km de Jablonné v Podještědí, à 20 km de Česká Lípa, à 28 km de Liberec et à 103 km de Prague.